# 방글라데시 총리

방글라데시의 총리기

방글라데시 총리(বাংলাদেশের প্রধানমন্ত্রী, Prime Minister of Bangladesh)는 방글라데시의 국가원수로 현 총리는 공석이며 임기는 4년 중임제이며 1번 중임은 가능하나 최대 임기는 8년이므로 총선거로 국민들이 선출을 한다.

## 같이 보기
- 방글라데시의 대통령